# ويليام بيت روت
ويليام بيت روت (بالإنجليزية: William Pitt Root)‏ هو شاعر أمريكي، ولد في 1941 في أوستين في الولايات المتحدة.